# Mayo (Florida)
Mayo es un pueblo ubicado en el condado de Lafayette en el estado estadounidense de Florida. En el Censo de 2010 tenía una población de 1.237 habitantes y una densidad poblacional de 530,09 personas por km².

## Geografía
Mayo se encuentra ubicado en las coordenadas 30°3′3″N 83°10′36″O / 30.05083, -83.17667. Según la Oficina del Censo de los Estados Unidos, Mayo tiene una superficie total de 2.33 km², de la cual 2.33 km² corresponden a tierra firme y (0%) 0 km² es agua.

## Demografía
Según el censo de 2010, había 1.237 personas residiendo en mayo. La densidad de población era de 530,09 hab./km². De los 1.237 habitantes, Mayo estaba compuesto por el 60.63% blancos, el 24.58% eran afroamericanos, el 0.16% eran amerindios, el 0.57% eran asiáticos, el 0% eran isleños del Pacífico, el 11.08% eran de otras razas y el 2.99% pertenecían a dos o más razas. Del total de la población el 17.06% eran hispanos o latinos de cualquier raza.